# Radermachera inflata
Radermachera inflata là một loài thực vật có hoa trong họ Chùm ớt. Loài này được Steenis miêu tả khoa học đầu tiên năm 1976.